# Championnats du monde de pentathlon moderne 1981
Navigation
Édition précédente Édition suivante
Les Championnats du monde de pentathlon moderne 1981 se sont tenus à Zielona Góra, en Pologne, pour les compétitions masculines, et à Londres, au Royaume-Uni, pour les compétitions féminines.

## Podiums

### Hommes
| Épreuves    | Or                                                        | Argent                                                | Bronze                                               |
| ----------- | --------------------------------------------------------- | ----------------------------------------------------- | ---------------------------------------------------- |
| Individuel  | Pologne Janusz Pyciak-Peciak                              | Italie Daniele Masala                                 | Hongrie Tamás Szombathelyi                           |
| Par équipes | Pologne Janusz Pyciak-Peciak Jan Olesiński Zbigniew Szuba | Hongrie Attila Császári Lajos Dobi Tamás Szombathelyi | Italie Daniele Masala Roberto Petroni Carlo Massullo |

### Femmes
| Épreuves    | Or                                                 | Argent                                          | Bronze                                                |
| ----------- | -------------------------------------------------- | ----------------------------------------------- | ----------------------------------------------------- |
| Individuel  | Suède Anne Ahlgren                                 | Allemagne de l'Ouest Sabine Krapf               | Royaume-Uni Wendy Norman                              |
| Par équipes | Royaume-Uni Wendy Norman Sarah Parker Kathy Tayler | États-Unis Allison Ried Joy Hansen Lean Skomski | Suède Anne Ahlgren Agneta Lekander Isabelle Lamprecht |